# Pfeifregister
Das Pfeifregister (auch Flageolettregister genannt) ist das höchste Gesangsregister der menschlichen Stimme. Es wird benutzt, um Töne ab etwa dem 3-gestrichenen c („hohes C“) mit einer Tonfrequenz von 1046,5 Hz zu produzieren. Diese Töne erlauben abgesehen von Vibrato keine Artikulation und Vokaldifferenzierung mehr, da das menschliche Gehör anhand der wenigen noch hörbaren Formanten zu keiner spektralen Differenzierung mehr fähig ist. Nur sehr wenige Menschen können in diesem Register singen.

## Physiologie
Das Pfeifregister ist bezüglich der Physiologie das bis ins 21. Jahrhundert am wenigsten erforschte Register der Stimme. Man nahm früher an, dass diese Töne entstehen, wenn die Stimmlippen maximal angespannt und bis auf eine kleine Restöffnung geschlossen sind. Sie würden demnach nicht oder kaum schwingen, und der Ton werde ähnlich wie beim Pfeifen mit dem Mund durch die Luftverwirbelung hinter der Restöffnung hervorgerufen.
Erst 2012 konnte der Phoniater Matthias Echternach mit modernen endoskopischen Methoden zeigen, dass diese Annahme falsch war; er erbrachte mithilfe eines Laryngoskops den Nachweis, dass die Stimmlippen sehr wohl auch in diesen Tonhöhen noch schwingen, mindestens bis in eine Tonhöhe von 1568 Hertz (3-gestrichenes g). Echternach wurde für diese Forschungsarbeit mit dem European Phoniatrics Voice Award 2014 ausgezeichnet.

## Anwendung

### Klassische Musik – Sopran-Arien
In der europäischen klassischen Musik wird das Pfeifregister in vielen Koloraturarien für Sopran angewendet. Es wird gesungen, um Töne ab etwa dem 3-gestrichenen d zu erzeugen. Das bekannteste Beispiel ist die zweite Arie der Königin der Nacht in der Mozart-Oper Die Zauberflöte, „Der Hölle Rache kocht in meinem Herzen“. Diese verlangt nach einigen Tönen oberhalb des 3-gestrichenen c, der höchste ist das 3-gestrichene f. Aber auch die Arien der Konstanze und der Blonde aus Mozarts Entführung aus dem Serail nutzen das Pfeifregister. Auch schrieb Mozart zahlreichen seiner Konzertarien Tonhöhen ein, die den Einsatz der weiblichen Pfeifstimme erfordern, dabei gilt die für Aloisia Lange komponierte Arie Popoli di Tessaglia als eine der anspruchsvollsten Partien. Ebenso fordern beispielsweise die Arie der Zerbinetta aus der Oper Ariadne auf Naxos von Richard Strauss, die Glöckchenarie der Lakmé in der gleichnamigen Oper von Léo Delibes oder manche Gesangs-Passagen der Gepopo aus György Ligetis Oper Le Grand Macabre die höchsten Spitzentöne der weiblichen Stimme.

### Popmusik und Rekorde
Das Pfeifregister wird aber auch in der modernen Popularmusik eingesetzt. Als Beispiele für die Beherrschung der anspruchsvollen Technik bekannt sind die Popsängerinnen Mariah Carey (4-gestrichenes g), Minnie Riperton, Kristin Chenoweth und Ariana Grande oder die Jazz-Interpretin Rachelle Ferrell. Georgia Brown, eine Künstlerin der Música Popular Brasileira, erreichte 2004 unter Einsatz des Pfeifregisters das 7-gestrichene g.
Es gibt auch Männer, die über das Pfeifregister verfügen, wie der australische Popsänger Adam Lopez (5-gestrichenes cis) und der kasachische Classical-Crossover-Sänger Dimash Kudaibergen (5-gestrichenes d). Das Guinness-Buch der Rekorde registriert seit 2019 den Iraner Amirhossein Molaei als Rekordhalter des höchsten von einem Mann erzeugten Tons (5-gestrichenes fis).